# 盈德站
盈德站（：／ Yeongdeok yeok */?）是東海線的終點車站，位於韓國庆尚北道盈德郡盈德邑右谷里，有無窮花號列車停靠。

## 車站結構
車站為2面4線島式月台的高架車站。

### 月台配置
| 終點站          |
| １２ \| ３４ \| |
| 江口 ↓          |

| 月台 | 路線   | 目的地                     |
| ---- | ------ | -------------------------- |
| 1、2 | 東海線 | 江口、長沙、月浦、浦項方向 |
| 3、4 | 東海線 | 江口、長沙、月浦、浦項方向 |

## 歷史
- 2018年1月26日：開通使用。

## 車站周邊
- 盈德女子中學校
- 盈德女子高等學校
- 盈德教會幼稚園
- 三星電子數位廣場盈德分店
- LG電子服務中心盈德分店
- 盈德公車總站
- 盈德教會
- 盈德邑事務所

## 相鄰車站
韓國鐵道公社
東海線
江口－盈德